# Wywłócznik brazylijski
Wywłócznik brazylijski (Myriophyllum aquaticum (Vell.) Verdc.) – gatunek rośliny z rodziny wodnikowatych.

## Rozmieszczenie i siedlisko
Wywłócznik brazylijski pochodzi z Ameryki Południowej i Centralnej. Został szeroko rozprzestrzeniony i współcześnie występuje już na każdym kontynencie oprócz Antarktydy. Uważa się, że roślina ta została wprowadzona do Ameryki Północnej pod koniec XIX wieku – po raz pierwszy odkryta została w Stanach Zjednoczonych w latach 90. XIX wieku w Waszyngtonie. Ponieważ preferuje cieplejszy klimat, występuje głównie w południowych częściach Stanów Zjednoczonych. W XX wieku jego zasięg obejmował rozległe obszary w Afryce Południowej, Japonii, Anglii, Nowej Zelandii i Australii. Gatunek ujęty jest na liście inwazyjnych gatunków stwarzających zagrożenie dla Unii Europejskiej.
Gatunek ten zwykle rośnie w potokach, stawach, jeziorach, rzekach i ciekach silnie zeutrofizowanych.

## Morfologia

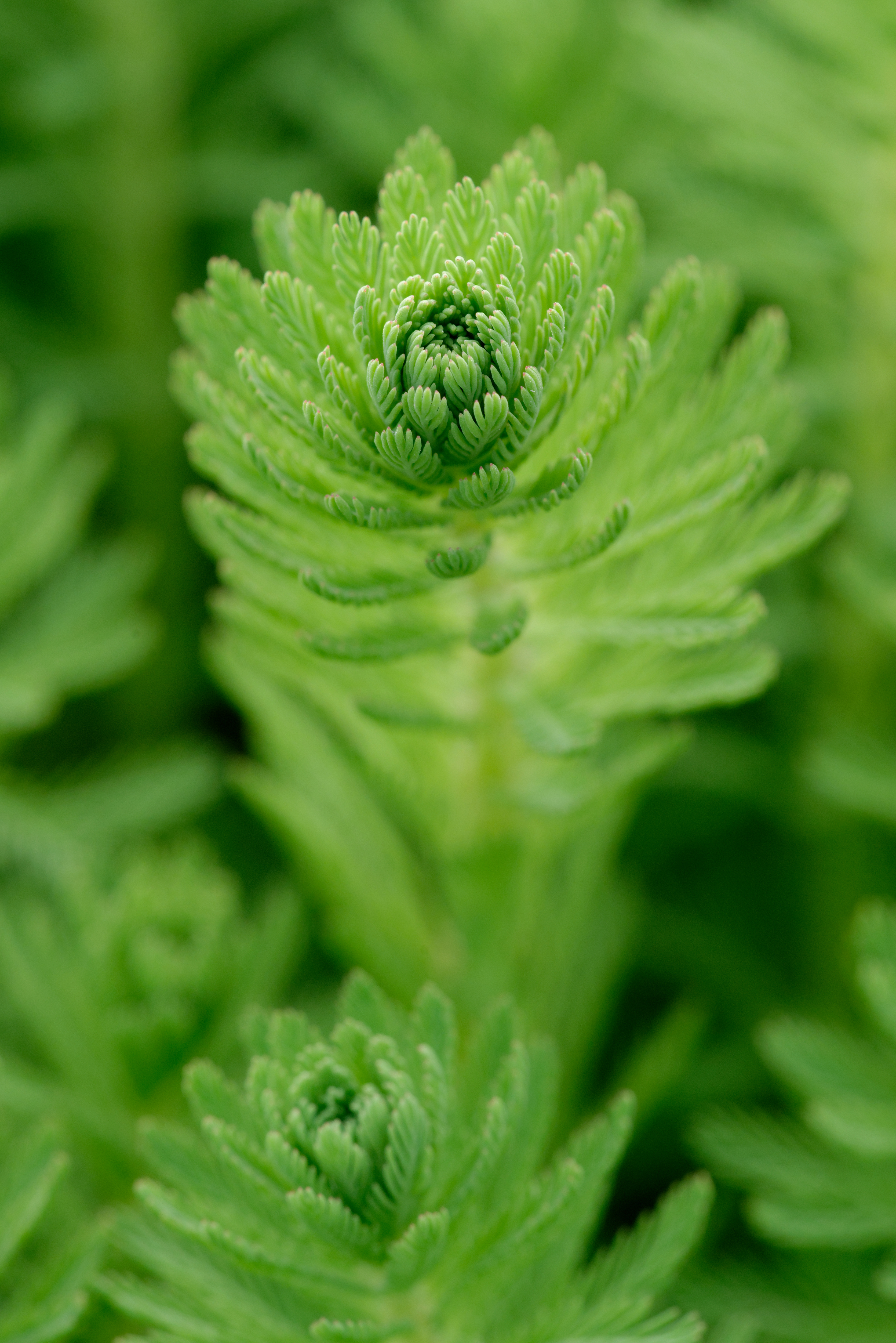
Pęd

Wywłócznik brazylijski to roślina wieloletnia. Liście barwy niebieskozielonej lub szarozielonej, głęboko powcinane pierzasto, rozmieszczone wokół łodygi w okółku, w liczbie od czterech do sześciu. Rozwijające się pędy często wyrastają ponad powierzchnię wody i wyglądem przypominają siewki jodły. Łodygi osiągają ponad 1,5 m długości.
Kasselmann opisał odmianę – M. aquaticum var. santacatarinense.

## Zastosowanie
Wywłócznik brazylijski jest rośliną popularnie uprawianą w akwariach i ogrodach wodnych.

## Problemy/zagrożenia
Ze względu na swoją atrakcyjność i łatwość uprawy wywłócznik brazylijski został szeroko rozprzestrzeniony. Ponieważ łatwo zadamawia się w nowych miejscach (wystarczy wprowadzenie fragmentu pędu) – stał się bardzo uciążliwym gatunkiem inwazyjnym. Skupienia tego gatunku stanowią siedlisko dla gatunków współwystępujących i poważnie mogą wpływać na właściwości fizyczne oraz chemiczne wód. Wywłócznik ten rośnie obficie, zacieniając naturalnie występujące w zbiornikach glony i inne rośliny, blokuje także przepływ wód w ciekach i kanałach. Ograniczanie rozwoju innych gatunków roślin powoduje deficyt siedlisk i pożywienia dla organizmów od nich zależnych. Gęste płaty rośliny również powodują problemy z rekreacyjnym korzystaniem z wód – uprawianiem sportów wodnych. Pływacy i śruby łodzi mogą się zaplątywać w pędy roślin.

## Zwalczanie
Herbicydy nie okazały się bardzo przydatne w kontrolowaniu rozwoju tego gatunku, częściowo dlatego, że ich dostęp do rośliny ogranicza kutykula. Wycinanie rośliny może sprzyjać rozprzestrzenianiu się rośliny. W USA w stanach: Alabama, Connecticut, Massachusetts, Maine, Vermont i Waszyngton wywłócznik ten jest zaliczony do szkodliwych chwastów i jest zakazany w sprzedaży.
W Wielkiej Brytanii roślina ta jest jedną z inwazyjnych roślin wodnych. Jej sprzedaż została zakazana od kwietnia 2014 r. (to pierwszy tego rodzaju zakaz w kraju).